# Sis graus de separació

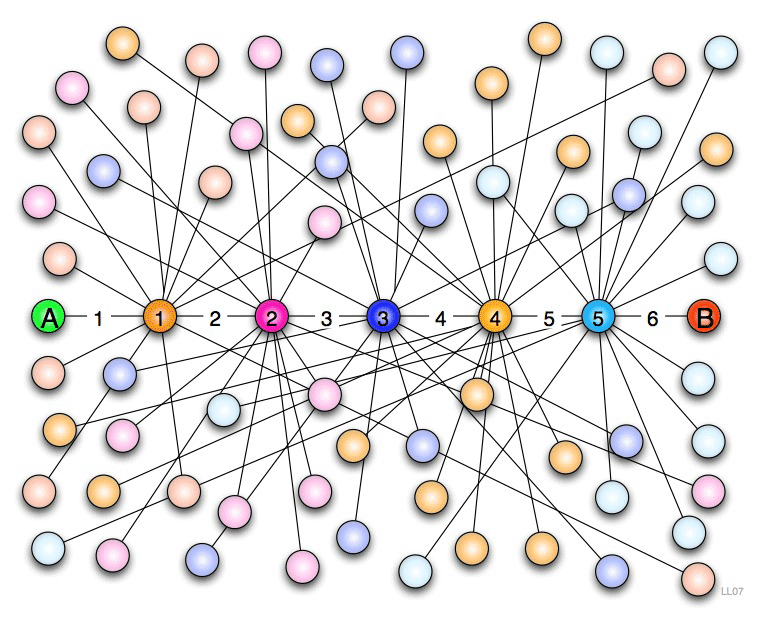
Sis graus de separació.

Sis graus de separació és una teoria que intenta provar la dita "el món és un mocador", dit d'una altra manera, que qualsevol persona pot estar connectada a qualsevol altra persona del planeta a través d'una cadena de coneguts que no té més de cinc intermediaris (és a dir, connectant dues persones amb només sis enllaços). La teoria va ser inicialment proposada el 1929 per l'escriptor hongarès Frigyes Karinthy en una curta història anomenada Láncszemek (Baules). El concepte està basat en la idea que el nombre de coneguts creix exponencialment amb el nombre d'enllaços a la cadena, i només cal un petit nombre d'enllaços per tal que el conjunt de coneguts es converteixi en la població humana sencera.
La teoria està recollida també en el llibre Six Degrees: The Science of a Connected Age del sociòleg Duncan Watts, que assegura que és possible accedir a qualsevol persona del planeta en tan sols sis "salts".
Segons aquesta teoria, cada persona coneix de mitjana, entre amics, familiars i companys de feina o escola, unes 100 persones. Si cadascun d'aquests amics o coneguts propers es relaciona amb unes altres 100 persones, qualsevol individu pot passar un encàrrec a 10.000 persones més només demanant a un amic que passi el missatge als seus amics.
Aquests 10.000 individus serien contactes de segon nivell, que un individu no coneix, però que pot conèixer fàcilment demanant als seus amics i familiars que els presentin, i als que se sol recórrer per ocupar un lloc de treball o fer una compra. Quan preguntem a algú, per exemple, si coneix una secretària interessada a treballar, estem tirant d'aquestes xarxes socials informals que fan funcionar la nostra societat. Aquest argument suposa que els 100 amics de cada persona no són amics comuns. A la pràctica, això significa que el nombre de contactes de segon nivell serà substancialment menor a 10.000 pel fet que és molt usual tenir amics comuns en les xarxes socials.
Si aquests 10.000 en coneixen uns altres 100, la xarxa ja s'ampliaria a 1.000.000 de persones connectades en un tercer nivell, a 100.000.000 en un quart nivell, a 10.000.000.000 en un cinquè nivell i a 1.000.000.000.000 en un sisè nivell. En sis passos, i amb les tecnologies disponibles, es podria enviar un missatge a qualsevol individu del planeta.
Evidentment com més passos calgui donar, més llunyana serà la connexió entre dos individus i més difícil la comunicació. Internet, però, ha eliminat algunes d'aquestes barreres creant veritables xarxes socials mundials, especialment en segments concrets de professionals, artistes, etc.

## Història
A la dècada dels 50, Ithiel de Sola Pool (MIT) i Manfred Kochen (IBM) es van proposar demostrar la teoria matemàticament. Tot i que eren capaços d'enunciar la qüestió "donat un conjunt de N persones, quina és la probabilitat que cada membre d'aquests N estiguin connectats amb un altre membre via k1, k2, k3 ,..., kn enllaços?", Després de vint anys encara eren incapaços de resoldre el problema a la seva pròpia satisfacció.
El 1967, el psicòleg nord-americà Stanley Milgram va idear una nova manera de provar la teoria, que ell va anomenar "el problema del petit món". L'experiment del món petit de Milgram va consistir en la selecció a l'atzar de diverses persones de l'Oest Mitjà nord-americà, perquè enviessin targetes postals a un estrany de Massachusetts, situat a uns quants milers de milles de distància. Els remitents coneixien el nom del destinatari, la seva ocupació i la localització aproximada. Se'ls va indicar que enviessin el paquet a una persona que ells coneguessin directament i que pensessin que fos la que més probabilitats tindria, de tots els seus amics, de conèixer directament el destinatari. Aquesta persona hauria de fer el mateix i així successivament fins que el paquet fos lliurat personalment al destinatari final.
Encara que els participants esperaven que la cadena inclogués almenys centenars d'intermediaris, el lliurament de cada paquet només va portar, com a mitjana, entre cinc i set intermediaris. Els descobriments de Milgram van ser publicats a Psychology Today i van inspirar la frase "sis graus de separació". El dramaturg John Guare va popularitzar la frase quan la va escollir com a títol d'una obra seva el 1990. No obstant això, els descobriments de Milgram van ser criticats perquè estaven basats en el nombre de paquets que van arribar al destinatari pretès, que van ser només al voltant d'un terç del total de paquets enviats. A més, molts van reclamar que l'experiment de Milgram era parcial a favor de l'èxit de l'entrega dels paquets seleccionant els seus participants d'una llista de gent probablement amb ingressos per sobre del normal i, per tant, no representatiu de la mitjana.
Els sis graus de separació es van convertir en una idea acceptada en la cultura popular després que Brett C. Tjaden publiqués un joc d'ordinador en el lloc web de la University of Virginia basat en el problema del petit món. Tjaden va usar la Internet Movie Database (IMDb) per documentar les connexions entre diferents actors. La revista Time va declarar el seu lloc, "The Oracle of Bacon at Virginia", un dels "Deu millors llocs web del 1996". Programes similars es continuen fent servir avui en classes d'introducció de ciències de la computació amb la finalitat d'il·lustrar grafs i llistes.
El 2013, el belga Michiel Das va utilitzar la teoria dels sis graus per trobar feina a la ciutat de Barcelona. Va fer tres targetes de visita i les va donar a tres persones diferents, que al seu torn anaven passant les seves targetes de visita fins a arribar a les mans d'una persona que el va voler contractar. Després de passar per les mans de quatre contactes, va aconseguir entrar a SEAT gràcies a la primera targeta de visita, cosa que el va portar a sortir en diversos mitjans de comunicació nacionals amb el seu projecte.